# Manuela Dal Lago
Manuela Dal Lago (Vicenza, 10 agosto 1946) è una politica italiana, presidente della Provincia di Vicenza dal 1997 al 2007.

## Biografia
Laureata in scienze geologiche, ha insegnato matematica nella scuola media.

## Attività politica
È stata consigliere comunale di Vicenza come esponente del Movimento autonomista e poi assessore provinciale.
Nel 1995 si candida alla presidenza della Provincia di Vicenza per la Lega Nord ottenendo il 29% dei consensi venendo superata di poco dal candidato del centro-sinistra Giuseppe Doppio con il 31,4% e dal concorrente candidato di centro-destra Giuseppe Castaman al 38.6%. Come in altre elezioni locali svoltesi nel 1995, la Lega Nord appoggiò il candidato di Centrosinistra, che venne eletto presidente al ballottaggio con il 61.4%.

### Presidente della Provincia di Vicenza
Diventa Presidente dell'ente nel 1997 per la Lega Nord, partito al quale ha aderito dopo una lunga militanza nel PLI.
Si ricandida per un secondo mandato nel 2002 (elezioni amministrative del 25 maggio), raccogliendo il 57% dei voti in rappresentanza di una coalizione di centro-destra.
Scaduto nel 2007 il secondo mandato da presidente provinciale, viene nominata presidente dell'Autostrada Brescia-Verona-Vicenza-Padova S.p.A., carica che sarà costretta ad abbandonare per potersi candidare come deputata in occasione delle elezioni politiche 2008.
Nella Lega ricopre vari incarichi come quello di Presidente del "Governo provvisorio della Padania" dal 1998 al 1999 mentre dal 2001 al 2008 è presidente della Liga Veneta subentrando a Gianpaolo Dozzo.
Il 22 aprile 2008 è stata proclamata eletta deputato per la Lega Nord nella circoscrizione Veneto 2 della Camera dei deputati.
Dal 26 maggio 2010 ricopre l'incarico di Presidente della X Commissione Sviluppo e Attività Produttive della Camera dei deputati subentrando ad Andrea Gibelli che ha optato per l'incarico di Vicepresidente della Regione Lombardia dopo le elezioni regionali del 2010.

### Il "triumvirato" e la candidatura a sindaco di Vicenza
Dal 5 aprile al 1º luglio 2012 ha fatto parte, insieme a Roberto Maroni e Roberto Calderoli, del comitato incaricato di occuparsi transitoriamente della gestione della Lega Nord, in seguito alle dimissioni da segretario federale di Umberto Bossi.
In vista delle elezioni amministrative del 2013 si candida a sindaco di Vicenza, sostenuta da una coalizione di centro-destra formata da: Il Popolo della Libertà, Lega Nord e tre liste civiche: "Manuela Dal Lago-Libera dagli Schemi", "No Privilegi Politici-Sì Dal Molin" e "Meridio-Movimento Aria Pulita per Vicenza", ma raccoglie solo il 27,38% dei voti, venendo sconfitta al primo turno dal sindaco uscente Achille Variati del Partito Democratico.

### Abbandono della Lega
A fine 2016 annuncia il suo abbandono dal partito, che ritiene diventato un partito nazionale che non guarda più al sogno dell'indipendenza della Padania e del federalismo.